# التقسيم الجهوي المغربي 1971
| التقسيم الإداري الجهوي للمغرب 1997 | جهَات الممْلكة المغْربية ( 1971-1997) | جهَات الممْلكة المغْربية ( 1971-1997) | جهَات الممْلكة المغْربية ( 1971-1997) | جهَات الممْلكة المغْربية ( 1971-1997) | جهَات الممْلكة المغْربية ( 1971-1997) |
| الجهة                              | المركز                             |                                    |                                    |                                    |                                    |
| جهة تانسيفت                        | مراكش                              |                                    |                                    |                                    |                                    |
| الجهة الجنوبية                     | أكادير                             |                                    |                                    |                                    |                                    |
| الجهة الشرقية                      | وجدة                               |                                    |                                    |                                    |                                    |
| الجهة الوسطى                       | الدار البيضاء                      |                                    |                                    |                                    |                                    |
| الجهة الشمالية الغربية             | الرباط                             |                                    |                                    |                                    |                                    |
| الجهة الوسطى الشمالية              | فاس                                |                                    |                                    |                                    |                                    |
| الجهة الوسطى الجنوبية              | مكناس                              |                                    |                                    |                                    |                                    |

التقسيم الجهوي المغربي 1971هو تقسيم جاء بعد محدودية نتائج التقسيمات المجالية للمغرب في فترة ماقبل 1971 حيث قررت المؤسسات المهتمة بالمجال المغربي إعادة النظر في مفهوم الجهة من أجل النهوض بالتنمية الاقتصادية والاجتماعية، وبهذا قسم المغرب إلى 7 جهات اقتصادية خلال هذه الفترة، كان من أهداف هذا التقسيم التخلص من الفوارق الجهوية عن طريق تطبيق سياسة الا مركزية (تحت إشراف الإدارة المركزية)، كما كان من أهدافه تخفيف الضغط الاقتصادي والديموغرافي على محور (الدار البيضاء، الرباط، القنيطرة).

## خصائص هذا التقسيم
يتميز هذا التقسيم بمجموعة من الخصائص الجغرافية والاجتماعية منها:
- تفاوت المساحة المجالية للجهات.
- تفاوت على مستوى أعداد الساكنة بين الجهات حيث تعتبر جهة الوسط أكبر جهة من عدد السكان رغم مساحتها الصغيرة في مقابل انخفاض نسبة السكان في جهة الجنوب وتانسيفت رغم أنهما من أكبر الجهات.
- تفاوت نسبة الكثافة السكانية بين الجهات (5.8 نسمة في كم² في الجنوب مقابل 196 نسمة في كم² في الشمال الغربي)
- تقارب نسب البطالة والتشغيل بين جميع الجهات السبع.[3][4][5]

## نتائج التقسيم
أفرز هذا التقسيم مجموعة من الاختلالات، كتعزيز هيمنة الجهة الوسطى (الدار البيضاء والنواحي) على المستوى الاقتصادي حيث تعد القطب الأول في المغرب من حيث المؤسسات الصناعية وكذا حجم الإستتمارات، أما على المستوى الديموغرافي احتكار الجهة الوسطى 27% من ساكنة المغرب في سنة 1990، وعدم نجاحه في التقليص من التباينات البشرية التي من أجلها وضع.